# Victor Meutelet
Victor Meutelet est un acteur français, né le 10 novembre 1998, à Mainvilliers (Eure-et-Loir),.

## Biographie

### Enfance et formations
Victor Meutelet naît à Mainvilliers, en Eure-et-Loir. Il y fréquente l'école primaire de Rechèvres à Chartres, le collège Jean-Macé et le lycée Jehan-de-Beauce à Chartres. À douze ans, il fait partie du club Chartres Métropole Triathlon.
Dans les années 2010, il est dans l’agence Cinéart à Paris grâce à sa mère qui l’a inscrit sur Internet. Il étudie l’art cinématographique à l’université Paris-Diderot.

### Carrière
C'est un photographe de casting qui lui conseille de se lancer dans la carrière d'acteur. L'été 2013, Victor Meutelet est engagé à interpréter le fils de Sandrine Bonnaire et le beau-fils de Johnny Hallyday dans son premier long métrage Salaud, on t'aime de Claude Lelouch (2014). En décembre 2013, après quelques séances de photographie et un court métrage, il tourne un téléfilm Un fils d’Alain Berliner (2014), aux côtés de Michèle Laroque.
En 2016, il apparaît dans le clip musical All the Things We Should Have Done de Louise Eliott. Dans la même année, il décroche le rôle principal du jeune atteint de la mucoviscidose dans le court métrage Respire de Jérôme Roumagne, aux côtés de Marthe Villalonga, dans le rôle de la grand-mère acariâtre, avec qui il vit une forte expérience en plein tournage. Après de petites apparitions dans quelques épisodes tels que Joséphine, ange gardien (2014), il devient Lucas dans les deux épisodes de Clem où il est le petit ami de Rayane Bensetti dans le rôle de Dimitri. Côté cinématographique, il tient le rôle d’Élie dans le film dramatique Le Voyage de Fanny de Lola Doillon, adapté du mémoire Le Journal de Fanny de Fanny Ben-Ami y racontant sa jeunesse pendant la Seconde Guerre mondiale et son voyage avec plusieurs enfants jusqu'en Suisse.
En mai 2017, pendant trois mois, il tourne dans les Pyrénées-Orientales pour Les Innocents — diffusée sur TF1 en 2018 — dans lequel il joue Lucas Moreau avec Jules Houplain qui se découvrent une attirance réciproque et sont témoins d'une tuerie : « Avec Odile Vuillemin ou Tomer Sisley, ça s'est super bien passé ».
En 2019, il est le jeune stagiaire Arthur dans la seconde saison de la série Plan cœur sur Netflix. Même année, il endosse les costumes de Victor Minville, voleur charismatique en pleine Troisième République, dans la mini-série basée sur un triste fait réel Le Bazar de la Charité. En novembre, il va à l’encontre de Daniel Auteuil pour le tournage du Mensonge de Vincent Garenq, mini-série inspirée du livre homonyme signé Christian Iacono, ancien maire de Vence que son petit-fils a longtemps accusé de viol et d’agressions sexuelles dans les années 1990,. Dans une interview, il confie être fier d'avoir eu l'occasion de tourner avec Daniel Auteuil.
En janvier 2020, il apparaît dans le téléfilm Maddy Etcheban de René Manzor, diffusé sur France 3. En septembre, il est Anthony Costa, jeune serveur faisant son enquête sur la disparition de sa sœur, dans les huit épisodes du Grand Hôtel sur TF1. Dans ce même mois, on apprend qu'en même temps que cette dernière série, il partage le tournage de la série Les Aventures du jeune Voltaire pour France 3, aux côtés de Thomas Solivérès et qu'il vient de finir le tournage de la comédie horrifique Barbaque de Fabrice Éboué, aux côtés de ce dernier et de Marina Foïs. Ce film est présenté en avant-première, le 8 septembre 2021, en ouverture de L'Étrange Festival.
Mi-octobre 2022, il est au tournage de la série policière Master Crimes pour la chaîne TF1, aux côtés de Muriel Robin, Anne Le Nen et Olivier Claverie,.
Fin septembre 2023, il se joint au tournage du Jour de ma mort de Jérôme Cornuau pour la chaîne France 2. Mi-novembre du même mois, il est annoncé dans le rôle de Johnny Hallyday, aux côtés de Tahar Rahim, pour le film biographique Monsieur Aznavour de Grand Corps Malade et Mehdi Idir. Il devrait sortir le 23 octobre 2024 dans les salles obscures.

## Filmographie
Sauf indication contraire, les informations mentionnées dans cette section peuvent être confirmées par la base de données cinématographiques IMDb,  présente dans la section « Liens externes ».

### Cinéma

#### Longs métrages
- 2014 : Salaud, on t'aime de Claude Lelouch : Antoine
- 2016 : Tout schuss de François Prévôt-Leygonie et Stéphan Archinard : Nathan
- 2016 : Le Voyage de Fanny de Lola Doillon : Élie
- 2016 : Éternité de Trần Anh Hùng : Guillaume, à dix-huit ans
- 2018 : MILF d’Axelle Laffont : Markus
- 2021 : Barbaque de Fabrice Éboué : Lucas
- 2022 : Deep Fear de Grégory Beghin : Henry
- 2022 : Les Rascals de Jimmy Laporal-Trésor
- 2022 : Filip de Michał Kwieciński : Pierre
- 2024 : Heureux Gagnants de Maxime Govare et Romain Choay : Thomas
- 2024 : Monsieur Aznavour de Grand Corps Malade et Mehdi Idir : Johnny Hallyday[20]
- 2024 : Finalement de Claude Lelouch : le prêtre

#### Courts métrages
- 2016 : RemI d'Aurélien Rapatel et Manon Valentin
- 2016 : Je suis ta fille d'Aurélien Rapatel : le père
- 2016 : Respire de Jérôme Roumagne : Antoine
- 2017 : Nikki Marianne de Guillaume Caramelle : Mathieu
- 2018 : Facteur humain d'Axel Chemin
- 2022 : Glacier de Camille Étienne et Solal Moisan
- 2022 : La Débandade de Fanny Dussart

### Télévision

#### Téléfilms
- 2013 : Elle est lui d'Harriet Marin : Théo[22]
- 2014 : Un fils d'Alain Berliner : Paul Givès
- 2015 : Un père coupable de Caroline Huppert : Guillaume Lavier[22]
- 2020 : Maddy Etcheban de René Manzor : Tom Payet
- 2021 : L'ami qui n'existe pas de Nicolas Cuche : Dan/Jeff
- 2024 : Le Jour de ma mort de Jérôme Cornuau : Walter

#### Séries télévisées
- 2014 : Joséphine, ange gardien : Mathieu (saison 15, épisode 2 : Les Boloss)
- 2015 : La Famille Millevoies : Franck (saison 1, épisode 5 : Franck, futur frigoriste)2016 : Lebowitz contre Lebowitz : Mathieu Brousse (saison 1, épisode 7 : Défense concertée)
- 2016 : Clem : Lucas (8 épisodes)
- 2017 : Section de recherches : Julien Lacombe (saison 11, épisode 6 : White party et épisode 7 : Manipulations)
- 2018 : Les Innocents : Lucas Moreau (mini-série, 6 épisodes)
- 2019 : Alex Hugo : Kévin Tesson (saison 5, épisode 3 : L’Étrangère)
- 2019 : Plan cœur : Arthur, le stagiaire (5 épisodes)[22]
- 2019 : Le Bazar de la Charité : Victor Minville (mini-série, 8 épisodes)
- 2020 : Grand Hôtel : Anthony Costa (mini-série, 8 épisodes)
- 2020 : Le Mensonge : Lucas, adolescent (mini-série, 4 épisodes)
- depuis 2020 : Emily in Paris : Timothée (5 épisodes)
- 2021 : Les Aventures du jeune Voltaire : Richelieu (mini-série, 4 épisodes)
- depuis 2023 : Master Crimes : Samuel Cythere
- 2025 : Montmartre de Louis Choquette : Arsène

### Clips
- 2016 : All the Things We Should Have Done de Louise Eliott[9]
- 2018 : Cri des loups de Therapie TAXI
- 2020 : Mon il à moi de Lula Cotton